# Eduardo Felicíssimo
de Freitas Monteiro Ferreira Felicíssimo est un nom portugais ; le premier nom de famille (d'usage facultatif) est de Freitas Monteiro et le second est Ferreira Felicíssimo.
Eduardo Manuel de Freitas Monteiro Ferreira Felicíssimo, né le 8 janvier 2007 à Montijo au Portugal, est un footballeur portugais qui évolue au poste de milieu défensif ou de défenseur central au Sporting CP.

## Biographie

### Carrière en club
Eduardo Felicíssimo commence sa formation au GD Alcochetense avant de rejoindre le centre de formation du Benfica en 2012. En 2019, il intègre l'académie du Sporting CP, où il termine son développement. Le 6 avril 2023, il signe son premier contrat professionnel avec le Sporting.
Il commence la saison 2024-2025 avec l'équipe réserve du Sporting, mais est promu en équipe première en janvier 2025. Il fait ses débuts en Primeira Liga le 23 février 2025, en tant que remplaçant lors d'un match nul 2-2 contre l'AVS. Le 3 mars 2025, il est titularisé pour la première fois lors d'un match contre Estoril, où il est remplacé à la 78e minute,.

### En sélection
Felicíssimo est international portugais dans les catégories de jeunes. Il compte six sélections et un but avec l'équipe du Portugal des moins de 19 ans. 
En 2024, il participe au Championnat d'Europe des moins de 17 ans, dont le Portugal atteint la finale.

## Style de jeu
Felicíssimo est un joueur capable d'endosser les rôles de milieu défensif et de défenseur central, à l'instar de son coéquipier au Sporting Zeno Debast.
Il est reconnu pour son placement, son intelligence tactique, et par sa qualité de passe vers l'avant.

## Statistiques

### En club
| Saison                | Club                  | Championnat           | Championnat | Championnat | Championnat | Coupe(s) nationale(s) | Coupe(s) nationale(s) | Coupe(s) nationale(s) | Compétition(s) continentale(s) | Compétition(s) continentale(s) | Compétition(s) continentale(s) | Compétition(s) continentale(s) | Total | Total | Total |
| Saison                | Club                  | Division              | M.          | B.          | P.d.        | M.                    | B.                    | P.d.                  | Comp.                          | M.                             | B.                             | P.d.                           | M.    | B.    | P.d.  |
| 2024-2025             | Sporting CP B         | Liga 3                | 22          | 0           | 3           | -                     | -                     | -                     | -                              | -                              | -                              | -                              | 22    | 0     | 3     |
| 2024-2025             | Sporting CP           | Primeira Liga         | 6           | 0           | 0           | 1                     | 0                     | 0                     | C1                             | 0                              | 0                              | 0                              | 7     | 0     | 0     |
| Total sur la carrière | Total sur la carrière | Total sur la carrière | 28          | 0           | 3           | 1                     | 0                     | 0                     | -                              | 0                              | 0                              | 0                              | 29    | 0     | 3     |

## Palmarès

### En club
Sporting CP
- Championnat du Portugal (1) :
  - Champion : 2024-2025

### En sélections nationales
Portugal -17 ans
- Championnat d'Europe
  - Finaliste en 2024